# Phryganea labefacta
Phryganea labefacta är en nattsländeart som beskrevs av Samuel Hubbard Scudder 1890. Phryganea labefacta ingår i släktet Phryganea och familjen broknattsländor. Inga underarter finns listade i Catalogue of Life.